# الأسرة الأنتيبترية
الأسرة الأنتيبترية هي إحدى الأسر الحاكمة في مقدونيا أسسها كاسندر بن أنتيباتر القائدين العسكريين عند الإسكندر الأكبر، وقد سهل من سيطرة هذه الأسرة على مقدونيا بعد موت الإسكندر أن أنتيباتر كان في مقدونيا وصياً على العرش منذ أن خرج الإسكندر في فتوحاته بجيشه. وقد أسس حكم هذه الأسرة كاسندر في عام 302 ق.م إلا أنها لم تدم طويلاً فقد أثبتت الأسرة منذ عام حوالي 800 وحتى عام 310 ق.م. وقد كان ينتمي إلى هذه الأسرة الأنتيغونية أنها أكفأ في إدارة الصراع والبلاد فأسقد الأنتيبتريين في عام 294 ق.م.